# Lista de monarcas do Vietnã
Este artigo lista os monarcas do Vietnã . Sob o sistema de imperador em casa e rei no exterior usado por dinastias posteriores, os monarcas vietnamitas usariam o título de Imperador (皇帝, Hoàng đế; ou outros equivalentes) internamente, e o termo mais comum Soberano (𤤰, Vua), Rei (王, Vương), ou Sua Majestade (Imperial) (陛下, Bệ hạ) em outros lugares.  

## Visão geral
Alguns monarcas vietnamitas declararam-se reis (vương) ou imperadores (hoàng đế).   Títulos imperiais eram usados tanto para assuntos internos quanto externos, exceto para missões diplomáticas na China, onde monarcas vietnamitas eram considerados reis ou príncipes. Muitos dos monarcas Lê posteriores eram governantes testa de ferro, com os poderes reais repousando sobre senhores feudais e príncipes que eram tecnicamente seus servos. A maioria dos monarcas vietnamitas são conhecidos por seus nomes póstumos ou nomes de templos, enquanto a dinastia Nguyễn, a última casa reinante, é conhecida por seus nomes de era.

## Títulos

### Títulos vietnamitas
Os monarcas vietnamitas usavam e eram chamados por muitos títulos, dependendo do prestígio e favorecimento de cada governante. Com exceção dos governantes lendários e da dinastia Zhao de língua sinítica e da dinastia Ly inicial, a designação vietnamita mais popular e comum para governante, vua 𪼀 (lit. soberano, chefe), de acordo com Liam C. Kelley, é "amplamente baseada em uma associação semântica pura baseada na característica benevolente associada ao 'pai' (mas, por outro lado, a imagem do pai também pode ser aterrorizante, rigorosa ou até mesmo má)". Como não há um caractere chinês elaborado ou qualquer tentativa de padronizar a escrita sino-vietnamita Chữ Nôm para traduzir vua, o título foi traduzido de maneiras diferentes. Vua em vietnamita antigo (séculos X a XV) é atestado na literatura budista do século XIV Việt Điện U Linh Tập como bùgài (布蓋) em chinês ou vua cái (grande soberano em vietnamita),  nas escrituras budistas do século XV Phật thuyết đại báo phụ mẫu ân trọng kinh as sībù (司布); no vietnamita médio (séculos XVI a XVII) como ꞗua ou bua;  tornando-se vua no vietnamita moderno (séculos XVIII a XIX), conforme registrado por A Voyage to Madagascar and the East Indies, de Alexis-Marie de Rochon. 
De acordo com Mark Alves, o vietnamita vua era aparentemente uma palavra emprestada da forma chinesa antiga do título Wáng (王, rei), *‍ɢʷaŋ, para Proto-Viet-Muong. Frédéric Pain, no entanto, insiste que vua é de um léxico vietnamita completamente indígena, derivado do proto-vietnamita sesquissilábico *k.bɔ.  Embora o monarca fosse comumente chamado vernacularmente de vua, os registros reais vietnamitas e os títulos cerimoniais oficiais usam hoàng đế (imperador) ou vương (rei), que são versões vietnamitas dos títulos reais chineses Huángdì e Wáng, desde a época de Đinh Bộ Lĩnh. Eles foram empregados para mostrar a credibilidade dos monarcas vietnamitas, e este último foi usado nas relações tributárias com os impérios chineses sem ser considerado um súdito chinês.  
O budismo exerceu influência sobre vários títulos reais vietnamitas, como quando o devoto rei budista Lý Cao Tông (r. 1176–1210) do final do século XII exigiu que seus cortesãos o chamassem de phật (Buda).  Seu bisavô e predecessor Lý Nhân Tông (r. 1072–1127), um grande patrocinador da sangha budista, em sua inscrição em estelas erguida em 1121, comparou a si mesmo e suas realizações com os antigos governantes do subcontinente indiano perto da época de Gautama Buda, particularmente o rei Udayana e o imperador Açoca. 

### Títulos Cham
Os governantes Cham do antigo Reino de Champá, no atual Vietnã Central e Meridional, usavam muitos títulos, a maioria derivados de títulos hindus em sânscrito. Havia títulos prefixados, entre eles, Jaya e Śrī, em que Śrī (Sua gloriosa, Sua Majestade) era usado mais comumente antes do nome de cada governante, e às vezes Śrī e Jaya eram combinados em Śrī Jaya [nome do monarca]. Os títulos reais eram usados para indicar o poder e o prestígio dos governantes: raja-di-raja (rei dos reis), maharajadhiraja (grande rei dos reis), arddharaja (vice-rei/rei júnior).  Após a queda de Vijaya Champá e da dinastia Simhavarmanid em 1471, todos os títulos sânscritos desapareceram dos registros Cham, porque os governantes do sul de Panduranga se autodenominaram Po (título nativo Cham, que também significa "Rei, Sua Majestade, Sua Majestade"), e o islamismo gradualmente substituiu o hinduísmo em Champá pós-1471. 

## Período antigo

### Período Hồng Bàng
De acordo com a tradição, houve dezoito reis Hùng do período Hồng Bàng, conhecidos então como Văn Lang naquela época, de cerca de 2879 a.C. a cerca de 258 a.C. A seguir está a lista de 18 linhagens de reis Hùng, conforme registrado no livro Việt Nam sử lược de Trần Trọng Kim.
| Rei                                      | Prenome                    | Reinado e linha de descendência     |
| ---------------------------------------- | -------------------------- | ----------------------------------- |
| Kinh Dương Vương (涇陽王)                | Lộc Tục (祿續)             | 2879 – 2794 a.C., Linha Càn (支乾)  |
| Lạc Long Quân (貉龍君)                   | Sùng Lãm (崇纜)            | 2793 – 2525 a.C., Linha Khảm (支坎) |
| Hùng Lân vương (雄麟王), Hùng King III   | Lân Lang                   | 2524 – 2253 a.C., Linha Cấn (支艮)  |
| Hùng Diệp Vương (雄曄王), Hùng King IV   | Bửu Lang                   | 2252 – 1913 a.C., Linha Chấn (支震) |
| Hùng Hy Vương, Hùng King V               | Viên Lang                  | 1912 – 1713 a.C., Linha Tốn (支巽)  |
| Hùng Huy Vương (雄暉王), Hùng King VI    | Pháp Hải Lang              | 1712 – 1632 a.C., Linha Ly (支離)   |
| Hùng Chiêu Vương (雄昭王), Hùng King VII | Lang Liêu                  | 1631 – 1432 a.C., Linha Khôn (支坤) |
| Hùng Vĩ Vương (雄暐王) Hùng King VIII    | Thừa Vân Lang              | 1431 – 1332 a.C., Linha Đoài (支兌) |
| Hùng Định Vương( 雄定王), Hùng King IX   | Quân Lang                  | 1331 – 1252 a.C., Linha Giáp (支甲) |
| Hùng Hi Vương (雄曦王), Hùng King X      | Hùng Hải Lang              | 1251 – 1162 a.C., Linha Ất (支乙)   |
| Hùng Trinh Vương (雄楨王), Hùng King XI  | Hưng Đức Lang              | 1161 – 1055 a.C., Linha Bính (支丙) |
| Hùng Vũ Vương (雄武王), Hùng King XII    | Đức Hiền Lang              | 1054 – 969 a.C., Linha Đinh (支丁)  |
| Hùng Việt Vương (雄越王), Hùng King XIII | Tuấn Lang                  | 968 – 854 a.C., Linha Mậu (支戊)    |
| Hùng Anh Vương (雄英王), Hùng King XIV   | Chân Nhân Lang             | 853 – 755 a.C., Linha Kỷ (支己)     |
| Hùng Triệu Vương (雄朝王), Hùng King XV  | Cảnh Chiêu Lang            | 754 – 661 a.C., Linha Canh (支庚)   |
| Hùng Tạo Vương (雄造王), Hùng King XVI   | Đức Quân Lang              | 660 – 569 a.C., Linha Tân (支辛)    |
| Hùng Nghị Vương (雄毅王), Hùng King XVII | Bảo Quân Lang              | 568 – 409 a.C., Linha Nhâm (支壬)   |
| Hùng Duệ Vương (雄睿王), Hùng King XVIII | Lý Văn Lang ou Mai An Tiêm | 408 – 258 a.C., Linha Quý (支癸)    |

### Dinastia Thục (257–207 a.C.)
| Rei                     | Imagem | Prenome          | Reinado      |
| ----------------------- | ------ | ---------------- | ------------ |
| An Dương Vương (安陽王) |        | Thục Phán (蜀泮) | 257–207 a.C. |

### Dinastia Triệu (204–111 a.C.)
Ainda há um debate sobre o status da dinastia Triệu (dinastia Zhao): os historiadores vietnamitas tradicionais consideravam a dinastia Triệu como uma dinastia vietnamita local, enquanto os historiadores vietnamitas modernos geralmente consideram a dinastia Triệu como uma dinastia chinesa.
| Imperador ou Rei                   | Imagem | Prenome                 | Reinado      |
| ---------------------------------- | ------ | ----------------------- | ------------ |
| Triệu Vũ Đế (趙武帝)               |        | Triệu Đà (趙佗)         | 204–137 a.C. |
| Triệu Văn Đế (趙文帝)              |        | Triệu Mạt (趙眜)        | 137–125 a.C. |
| Triệu Minh Vương (趙明王)          |        | Triệu Anh Tề (趙嬰齊)   | 125–113 a.C. |
| Triệu Ai Vương (趙哀王)            |        | Triệu Hưng (趙興)       | 113–112 a.C. |
| Triệu Thuật Dương Vương (趙術陽王) |        | Triệu Kiến Đức (趙建德) | 112–111 a.C. |

## 1º, 2º, 3º período de dominação chinesa (111 a.C. - 939 d.C.)
|                |    | Irmãs Trưng | Irmãs Trưng | Irmãs Trưng | Lady Triệu | Lady Triệu | Lady Triệu |                     |     | Mai Hắc Đế | Mai Hắc Đế | Mai Hắc Đế |     |           |                      |
| Dinastia Triệu |    |             |             |             |            |            |            | Dinastia Lý Inicial |     |            |            | Phùng Hưng |     | Autonomia | Período independente |
| 111 BCE        | 40 |             | 43          | 246         |            | 249        | 544        | 602                 | 722 |            | 766        | 789        | 906 | 938       |                      |

### Irmãs Trưng (40–43)
| Rainha                  | Nome completo     | Reinado |
| ----------------------- | ----------------- | ------- |
| Trưng Nữ Vương (徵女王) | Trưng Trắc (徵側) | 40–43   |

### Rebeliões Mai (713–723)
| Imperador                  | Nome completo          | Reinado  |
| -------------------------- | ---------------------- | -------- |
| Mai Hắc Đế (梅黑帝)        | Mai Thúc Loan (梅叔鸞) | 713–723  |
| Mai Thiếu Đế (梅少帝)      | Mai Thúc Huy (梅叔輝)  | 722–723  |
| Mai Bạch Đầu Đế (梅白頭帝) | Mai Kỳ Sơn (梅奇山)    | 723 -724 |

### Rebeliões Phùng (766–791)
| Rei                         | Nome completo     | Reinado |
| --------------------------- | ----------------- | ------- |
| Bố Cái Đại Vương (布蓋大王) | Phùng Hưng (馮興) | 766–791 |
| Phùng An (馮安)             | Phùng An (馮安)   | 791–791 |

### Dinastia Lý Inicial (544–602)
| Dinastia Lý Inicial (544–602) |     |     |     |  |
|                               |     |     |     |  |
| 111 a.C.                      | 544 | 602 | 938 |  |

| Imperador                 | Nome completo             | Reinado |
| ------------------------- | ------------------------- | ------- |
| Lý Nam Đế (李南帝)        | Lý Bôn (李賁)             | 544–548 |
| Triệu Việt Vương (趙越王) | Triệu Quang Phục (趙光復) | 548–571 |
| Đào Lang Vương (桃郎王)   | Lý Thiên Bảo (李天寶)     | 549–555 |
| Hậu Lý Nam Đế (後李南帝)  | Lý Phật Tử (李佛子)       | 571–603 |

Đào Lang Vương não é oficialmente considerado imperador da dinastia Lý inicial, pois ele era um autoproclamado imperador.

## Período autônomo (866–938) e período independente (938–1407)
|                   |     |  |      |            |      |      |    | Dominação Ming | Dominação Ming |      |      |      |      | Nam–Bắc triều * Bắc Hà–Nam Hà | Nam–Bắc triều * Bắc Hà–Nam Hà | Nam–Bắc triều * Bắc Hà–Nam Hà |         |        | Indochina Francesa |             |
| Dominação Chinesa | Ngô |  | Đinh | Lê Inicial | Lý   | Trần | Hồ | Trần Posterior |                | Lê   | Mạc  | Mạc  | Mạc  | Lê Restaurada                 | Lê Restaurada                 | Lê Restaurada                 | Tây Sơn | Nguyễn | Nguyễn             | Era moderna |
|                   |     |  |      |            |      |      |    |                |                |      |      |      |      |                               |                               |                               |         |        |                    |             |
|                   |     |  |      |            |      |      |    |                |                |      |      |      |      | Senhores Trịnh                |                               |                               |         |        |                    |             |
|                   |     |  |      |            |      |      |    |                |                |      |      |      |      |                               | Senhores Nguyễn               |                               |         |        |                    |             |
| 939               |     |  |      | 1009       | 1225 | 1400 |    |                | 1427           | 1527 | 1592 | 1592 | 1592 |                               |                               | 1788                          |         | 1858   | 1945               |             |

### Tĩnh Hải quân(866–938)
| Família Khúc (905–938) |     |     |  |
|                        |     |     |  |
| 111 a.C.               | 905 | 938 |  |

| Jiedushi                 | Nome completo            | Reinado |
| ------------------------ | ------------------------ | ------- |
| Khúc Tiên Chủ (曲先主)   | Khúc Thừa Dụ (曲承裕)    | 905–907 |
| Khúc Trung Chủ (曲中主)  | Khúc Hạo (曲顥)          | 907–917 |
| Khúc Hậu Chủ (曲後主)    | Khúc Thừa Mỹ (曲承美)    | 917–930 |
| Dương Đình Nghệ (楊廷藝) | Dương Đình Nghệ (楊廷藝) | 930–937 |
| Kiều Công Tiễn (矯公羡)  | Kiều Công Tiễn (矯公羡)  | 937–938 |

Naquela época, os líderes Khúc ainda detinham o título de Jiedushi, portanto não eram reis oficiais do Vietnã..

### Dinastia Ngô (939–965)
| Dinastia Ngô (939–965) |     |      |  |
|                        |     |      |  |
| 939                    | 965 | 1945 |  |

| Tiền Ngô Vương (前吳王) |          | Nenhum | Ngô Quyền (吳權)                                   | 939–944         |
| Dương Bình Vương (楊平王) | no image | Nenhum | Dương Tam Kha (楊三哥)                             | 944–950         |
| Hậu Ngô Vương (後吳王) | no image | Nenhum | Ngô Xương Ngập (吳昌岌) and Ngô Xương Văn (吳昌文) | 951–954 950–965 |
| - Dương Tam Kha veio da família Dương. - Hậu Ngô Vương foi o título de Ngô Xương Ngập e Ngô Xương Văn que co-governaram o país. |          |        |                                                    |                 |

## Interregno (965-968)

### Período dos Reinos Combatentes
O trono da dinastia Ngô foi assumido por Dương Tam Kha, o cunhado de Ngô Quyền e isso levou à raiva entre aqueles que eram leais à dinastia Ngô. Os senhores da guerra locais decidiram fazer rebeliões para reivindicar o trono.
| Anarquia dos 12 Senhores da Guerra (965–968) |     |      |  |
|                                              |     |      |  |
| 965                                          | 968 | 1945 |  |

| Senhor da Guerra                                    | Nascimento-Morte | Nome real                 | Descrição |
| --------------------------------------------------- | ---------------- | ------------------------- | --- |
| Ngô Sứ Quân (吳使君)                                | ?–968            | Ngô Xương Xí (吳昌熾)     | - Neto de Ngô Quyền e filho de Ngô Xương Ngập e legítimo herdeiro do trono - Rendeu-se e foi perdoado em 968 - Fim da Dinastia Ngô                                                                                       |
| Ngô Lãm công (吳覽公) ou Ngô An vương (吳安王)      | ? - 979          | Ngô Nhật Khánh (吳日慶)   | - Neto de Ngô Quyền e filho de Ngô Xương Văn - Rendeu-se e foi perdoado em 968 - Desertou para Champá no final da dinastia Đinh e morreu em 979                                                                          |
| Đỗ Cảnh Công (杜景公)                               | 912 - 967        | Đỗ Cảnh Thạc (杜景碩)     | - Ascendência chinesa de Jiangsu - General de Ngô Quyền e serviu na Batalha de Bạch Đằng (938) - Ferido por tiro de flecha e morto em 967                                                                                |
| Phạm Phòng Át (范防遏)                              | 910 - 972        | Phạm Bạch Hổ ( 范白虎)    | - General de Ngô Quyền e serviu na Batalha de Bạch Đằng (938) - Rendeu-se e foi perdoado em 966 e promovido a general por Đinh Bộ Lĩnh                                                                                   |
| Long Kiều vương (隆橋王)                            | ?-967            | Kiều Công Hãn (矯公罕)    | - Neto de Kiều Công Tiễn e serviu na Batalha de Bạch Đằng (938) - Derrotado e fugiu para o lado de Ngô Xương Xí, morto em 96                                                                                             |
| Kiều Lệnh Công (隆令公)                             | ?-?              | Kiều Thuận (矯順)         | - Neto de Kiều Công Tiễn e irmão mais novo de Kiều Công Hãn - Derrotado e morto |
| Nguyễn Thái Bình (阮太平)                           | 906 - 967        | Nguyễn Khoan (阮寬)       | - Ascendência chinesa - Irmão mais velho de Nguyễn Thủ Tiệp e Nguyễn Siêu - Rendeu-se e foi perdoado em 967, tornou-se monge                                                                                             |
| Nguyễn Lệnh công (阮令公) or Vũ Ninh vương (武宁王) | 908 - 967        | Nguyễn Thủ Tiệp ( 阮守捷) | - Ascendência chinesa - Irmão do meio de Nguyễn Khoan e Nguyễn Siêu - Derrotado e morto |
| Nguyễn Hữu Công (阮右公)                            | 924 - 967        | Nguyễn Siêu ( 阮超)       | - Ascendência chinesa - Irmão mais novo de Nguyễn Khoan e Nguyễn Thủ Tiệp - Derrotado e morto |
| Lý Lãng công (李郞公)                               | ? - 968          | Lý Khuê (李奎)            | - Derrotado e morto |
| Trần Minh Công (陳明公)                             | 888 - 967        | Trần Lãm (陳覧)           | - Ascendência chinesa de Guangdong - Mais tarde, ele se aliou a Đinh Bộ Lĩnh e o adotou como filho. - Após sua morte, Đinh Bộ Lĩnh herdou o exército de Lãm e lutou na guerra de unificação com o outro senhor da guerra |
| Lữ Tá công (呂佐公)                                 | 927 - 968        | Lã Đường ( 呂唐)          | - Derrotado e morto |
|                                                     |                  |                           | |

## Estado de Đại Cồ Việt (968–1054) e Estado de Đại Việt (1054–1400, 1427–1804)

### Dinastia Đinh (968–980)
| Dinastia Đinh (968–980) |     |     |      |  |
|                         |     |     |      |  |
| 939                     | 968 | 980 | 1945 |  |

| Đinh Tiên Hoàng (丁先皇)                                   |  | Thái Bình (太平) | Đinh Bộ Lĩnh (Đinh Hoàn) (丁部領 / 丁環) | 968–979 |
| Đinh Phế Đế (丁廢帝)                                       |  | Thái Bình (太平) | Đinh Toàn (Đinh Tuệ) (丁璿 / 丁穗)       | 979–980 |
| - Đinh Phế Đế continuou a usar o nome da época de seu pai. |  |                  |                                          |         |

### Dinastia Lê Inicial (980–1009)
| Dinastia Lê Inicial (980–1009) |     |      |      |  |
|                                |     |      |      |  |
| 939                            | 980 | 1009 | 1945 |  |

| Lê Đại Hành (黎大行)   |  | Thiên Phúc (天福) Hưng Thống (興統) (989–993) Ứng Thiên (應天) (994–1005) | Lê Hoàn (黎桓)        | 980–1005      |
| Lê Trung Tông (黎中宗) |  | Nenhum                                                                    | Lê Long Việt (黎龍鉞) | 1005 (3 days) |
| Lê Ngoạ Triều (黎臥朝) |  | Cảnh Thụy (景瑞) (1008–1009)                                              | Lê Long Đĩnh (黎龍鋌) | 1005–1009     |

### Dinastia Lý Posterior (1009–1225)
| Dinastia Lý Posterior (1009–1225) |      |      |      |  |
|                                   |      |      |      |  |
| 939                               | 1010 | 1225 | 1945 |  |

| Lý Thái Tổ (李太祖) |  | Thuận Thiên (順天) | Lý Công Uẩn (李公蘊)                     | 1010–1028 |
| Lý Thái Tông (李太宗) |  | Thiên Thành (天成) (1028–1033) Thông Thụy (通瑞) (1034–1038) Càn Phù Hữu Đạo (乾符有道) (1039–1041) Minh Đạo (明道) (1042–1043) Thiên Cảm Thánh Võ (天感聖武) (1044–1048) Sùng Hưng Đại Bảo (崇興大寶) (1049–1054)                                                                    | Lý Phật Mã (李佛瑪)                      | 1028–1054 |
| Lý Thánh Tông (李聖宗) |  | Long Thụy Thái Bình (龍瑞太平) (1054–1058) Chương Thánh Gia Khánh (彰聖嘉慶) (1059–1065) Long Chương Thiên Tự (龍彰天嗣) (1066–1067) Thiên Huống Bảo Tượng (天貺寶象) (1068–1069) Thần Võ (神武) (1069–1072)                                                                          | Lý Nhật Tôn (李日尊)                     | 1054–1072 |
| Lý Nhân Tông (李仁宗) |  | Thái Ninh (太寧) (1072–1075) Anh Võ Chiêu Thắng (英武昭勝) (1076–1084) Quảng Hữu (廣祐) (1085–1091) Hội Phong (會豐) (1092–1100) Long Phù (龍符) (1101–1109) Hội Tường Đại Khánh (會祥大慶) (1110–1119) Thiên Phù Duệ Võ (天符睿武) (1120–1126) Thiên Phù Khánh Thọ (天符慶壽) (1127) | Lý Càn Đức (李乾德)                      | 1072–1127 |
| Lý Thần Tông (李神宗) |  | Thiên Thuận (天順) (1128–1132) Thiên Chương Bảo Tự (天彰寶嗣) (1133–1137) | Lý Dương Hoán (李陽煥)                   | 1128–1138 |
| Lý Anh Tông (李英宗) |  | Thiệu Minh (紹明) (1138–1139) Đại Định (大定) (1140–1162) Chính Long Bảo Ứng (政隆寶應) (1163–1173) Thiên Cảm Chí Bảo (天感至寶) (1174–1175) | Lý Thiên Tộ (李天祚)                     | 1138–1175 |
| Lý Cao Tông (李高宗) |  | Trinh Phù (貞符) (1176–1185) Thiên Tư Gia Thụy (天資嘉瑞) (1186–1201) Thiên Gia Bảo Hữu (天嘉寶祐) (1202–1204) Trị Bình Long Ứng (治平龍應) (1205–1210) | Lý Long Trát (Lý Long Cán) (李龍翰)      | 1176–1210 |
| Lý Thẩm (李忱) |  | none | Lý Thẩm (李忱)                           | 1209–1209 |
| Lý Huệ Tông (李惠宗) |  | Kiến Gia (建嘉) | Lý Sảm (李旵)                            | 1211–1224 |
| Lý Nguyên Vương (李元王) |  | Càn Ninh (乾寧) | Lý Nguyên Vương (李元王)                 | 1214–1216 |
| Lý Chiêu Hoàng (李昭皇) |  | Thiên Chương Hữu Đạo (天彰有道)[a] | Lý Phật Kim (Nguyễn Thiên Hinh) (李佛金) | 1224–1225 |
| - ↑ A única imperatriz na história do Vietnã. - Lý Thẩm e Lý Nguyên Vương foram aderidos e eliminados em breve durante os períodos de caos, portanto não foram considerados imperadores oficiais da dinastia Lý posterior. |  | |                                          |           |

### Dinastia Trần (1225–1400)
| Dinastia Trần (1225–1400) |      |      |      |  |
|                           |      |      |      |  |
| 939                       | 1225 | 1400 | 1945 |  |

| Trần Thái Tông (陳太宗)  |  | Kiến Trung (建中) (1225–1237) Thiên Ứng Chính Bình (天應政平) (1238–1350) Nguyên Phong (元豐) (1251–1258) | Trần Cảnh (陳煚)       | 1225–1258 |
| Trần Thánh Tông (陳聖宗) |  | Thiệu Long (紹隆) (1258–1272) Bảo Phù (寶符) (1273–1278)                                                  | Trần Hoảng (陳晃)      | 1258–1278 |
| Trần Nhân Tông (陳仁宗)  |  | Thiệu Bảo (紹寶) (1279–1284) Trùng Hưng (重興) (1285–1293)                                                | Trầm Khâm (陳昑)       | 1279–1293 |
| Trần Anh Tông (陳英宗)   |  | Hưng Long (興隆)                                                                                          | Trần Thuyên (陳烇)     | 1293–1314 |
| Trần Minh Tông (陳明宗)  |  | Đại Khánh (大慶) (1314–1323) Khai Thái (開泰) (1324–1329)                                                 | Trần Mạnh (陳奣)       | 1314–1329 |
| Trần Hiến Tông (陳憲宗)  |  | Khai Hữu (開祐)                                                                                           | Trần Vượng (陳旺)      | 1329–1341 |
| Trần Dụ Tông (陳裕宗)    |  | Thiệu Phong (紹豐) (1341–1357) Đại Trị (大治) (1358–1369)                                                 | Trần Hạo (陳暭)        | 1341–1369 |
| Hôn Đức Công (昏德公)    |  | Đại Định (大定)                                                                                           | Dương Nhật Lễ (楊日禮) | 1369–1370 |
| Trần Nghệ Tông (陳藝宗)  |  | Thiệu Khánh (紹慶)                                                                                        | Trần Phủ (陳暊)        | 1370–1372 |
| Trần Duệ Tông (陳睿宗)   |  | Long Khánh (隆慶)                                                                                         | Trần Kính (陳曔)       | 1372–1377 |
| Trần Phế Đế (陳廢帝)     |  | Xương Phù (昌符)                                                                                          | Trần Hiện (陳晛)       | 1377–1388 |
| Trần Thuận Tông (陳順宗) |  | Quang Thái (光泰)                                                                                         | Trần Ngung (陳顒)      | 1388–1398 |
| Trần Thiếu Đế (陳少帝)   |  | Kiến Tân (建新)                                                                                           | Trần Án (陳)           | 1398–1400 |

## Estado de Đại Ngu (1400–1407)

### Dinastia Hồ (1400–1407)
| Dinastia Hồ (1400–1407) |      |      |      |  |
|                         |      |      |      |  |
| 939                     | 1400 | 1407 | 1945 |  |

| Hồ Quý Ly (胡季犛)     | Thánh Nguyên (聖元)                                        | Hồ Quý Ly (胡季犛)     | 1400      |
| Hồ Hán Thương (胡漢蒼) | Thiệu Thành (紹成) (1401–1402) Khai Đại (開大) (1403–1407) | Hồ Hán Thương (胡漢蒼) | 1401–1407 |

## Quarto período de dominação chinesa (1407–1428)

### Dinastia Trần Posterior (1407–1414)
| Dinastia Trần Posterior (1407–1414) |      |      |      |  |
|                                     |      |      |      |  |
| 939                                 | 1407 | 1413 | 1945 |  |

| Giản Định Đế (簡定帝) | Hưng Khánh (興慶)  | Trần Ngỗi (陳頠)         | 1407–1409 |
| Trùng Quang Đế (重光帝) | Trùng Quang (重光) | Trần Quý Khoáng (陳季擴) | 1409–1414 |
| Thiên Khánh Đế (天慶帝) | Thiên Khánh (天慶) | Trần Cảo (陳暠)          | 1426–1428 |
| - Trần Cảo era um camponês que era um imperador fantoche estabelecido por Lê Lợi - líder da revolta de Lam Son, portanto não era considerado um imperador oficial da dinastia Trần posterior. |                    |                          |           |

## Segundo período independente (1428–1802)

### Dinastia Lê Posterior – Período inicial (1428–1527)
| Dinastia Lê Posterior – Período inicial (1428–1527) |      |      |      |  |
|                                                     |      |      |      |  |
| 939                                                 | 1428 | 1527 | 1945 |  |

| Lê Thái Tổ (黎太祖) |  | Thuận Thiên (順天)                                                      | Lê Lợi (黎利)                        | 1428–1433 |
| Lê Thái Tông (黎太宗) |  | Thiệu Bình (紹平) (1434–1440) Đại Bảo (大寶) (1440–1442)                | Lê Nguyên Long (黎元龍)              | 1433–1442 |
| Lê Nhân Tông (黎仁宗) |  | Đại Hòa/Thái Hòa (大和 / 太和) (1443–1453) Diên Ninh (延寧) (1454–1459) | Lê Bang Cơ (黎邦基)                  | 1442–1459 |
| Lệ Đức Hầu (厲德侯) |  | Thiên Hưng (天興) (1459–1460)                                           | Lê Nghi Dân (黎宜民)                 | 1459–1460 |
| Lê Thánh Tông (黎聖宗) |  | Quang Thuận (光順) (1460–1469) Hồng Đức (洪德) (1470–1497)              | Lê Tư Thành (Lê Hạo) (黎思誠 / 黎灝) | 1460–1497 |
| Lê Hiến Tông (黎憲宗) |  | Cảnh Thống (景統)                                                       | Lê Tranh (黎鏳)                      | 1497–1504 |
| Lê Túc Tông (黎肅宗) |  | Thái Trinh (泰貞)                                                       | Lê Thuần (黎㵮)                      | 1504–1504 |
| Lê Uy Mục (黎威穆) |  | Đoan Khánh (端慶)                                                       | Lê Tuấn (黎濬)                       | 1505–1509 |
| Lê Tương Dực (黎襄翼) |  | Hồng Thuận (洪順)                                                       | Lê Oanh (黎瀠)                       | 1510–1516 |
| Lê Quang Trị (黎光治) |  | Nenhum                                                                  | Lê Quang Trị (黎光治)                | 1516–1516 |
| Lê Chiêu Tông (黎昭宗) |  | Quang Thiệu (光紹)                                                      | Lê Y (黎椅)                          | 1516–1522 |
| Lê Bảng (黎榜) |  | Đại Đức (大德)                                                          | Lê Bảng (黎榜)                       | 1518–1519 |
| Lê Do (黎槱) |  | Thiên Hiến (天宪)                                                       | Lê Do (黎槱)                         | 1519–1519 |
| Lê Cung Hoàng (黎恭皇) |  | Thống Nguyên (統元)                                                     | Lê Xuân (黎椿)                       | 1522–1527 |
| - Lê Quang Trị, Lê Bảng e Lê Do foram aderidos e eliminados em períodos de caos, portanto não foram considerados imperadores oficiais da Dinastia Lê Posterior. |  |                                                                         |                                      |           |

### Dinastia do Norte e do Sul (1533–1592)

#### Dinastia do Norte – Dinastia Mạc (1527–1592)
| Dinastia Mạc (1527–1592) |      |      |      |  |
|                          |      |      |      |  |
| 939                      | 1527 | 1592 | 1945 |  |

| Mạc Thái Tổ (莫太祖) | Minh Đức (明德) | Mạc Đăng Dung (莫登庸)   | 1527–1529 |
| Mạc Thái Tông (莫太宗) | Đại Chính (大正) | Mạc Đăng Doanh (莫登瀛)  | 1530–1540 |
| Mạc Hiến Tông (莫憲宗) | Quãng Hòa (廣和) | Mạc Phúc Hải (莫福海)    | 1541–1546 |
| Mạc Chính Trung (莫正中) | none | Mạc Chính Trung (莫正中) | 1546–1547 |
| Mạc Tuyên Tông (莫宣宗) | Vĩnh Định (永定) (1547) Cảnh Lịch (景曆) (1548–1553) Quang Bảo (光宝) (1554–1561)                                                                                               | Mạc Phúc Nguyên (莫福源) | 1546–1561 |
| Mạc Mậu Hợp (莫茂洽) | Thuần Phúc (淳福) (1562–1565) Sùng Khang (崇康) (1566–1577) Diên Thành (延成) (1578–1585) Đoan Thái (端泰) (1586–1587) Hưng Trị (興治) (1588–1590) Hồng Ninh (洪寧) (1591–1592) | Mạc Mậu Hợp (莫茂洽)     | 1562–1592 |
| Mạc Toàn (莫全) | Vũ An (武安) (1592–1592) | Mạc Toàn (莫全)          | 1592      |
| Mạc Chính Trung se autoproclamou imperador da dinastia Mạc, porém a dinastia Mạc nunca o considerou como imperador oficial. Após lutas internas com seus irmãos, ele fugiu para a dinastia Ming da China. Depois de Mạc Toàn, a família Mạc foi derrotada pelas forças de Later Lê e fugiu para Cao Bằng. A família Mạc continuou a governar lá até 1677: - Mạc Kính Chỉ (莫敬止) (1592–1593) - Mạc Kính Cung (莫敬恭) (1593–1625) - Mạc Kính Khoan (莫敬寬) (1623–1638) - Mạc Kính Vũ (莫敬宇) (1638–1677) | |                          |           |

#### Dinastia do Sul – Dinastia Lê Restaurada – Período dos senhores da guerra (1533–1789)
| Dinastia Lê Posterior – Período dos senhores da guerra (1533–1788) |      |      |      |  |
|                                                                    |      |      |      |  |
| 939                                                                | 1533 | 1789 | 1945 |  |

| Lê Trang Tông (黎莊宗) | Nguyên Hòa (元和)                                                                                             | Lê Ninh (黎寧)                           | 1533–1548 |
| Lê Trung Tông (黎中宗) | Thuận Bình (順平)                                                                                             | Lê Huyên (黎暄)                          | 1548–1556 |
| Lê Anh Tông (黎英宗) | Thiên Hữu (天祐) (1557) Chính Trị (正治) (1558–1571) Hồng Phúc (洪福) (1572–1573)                             | Lê Duy Bang (黎維邦)                     | 1556–1573 |
| Lê Thế Tông (黎世宗) | Gia Thái (嘉泰) (1573–1577) Quang Hưng (光興) (1578–1599)                                                     | Lê Duy Đàm (黎維潭)                      | 1573–1599 |
| Restauração – Conflito entre os senhores Trịnh e Nguyễn Durante este tempo, os imperadores da Dinastia Lê governaram apenas simbolicamente, eram os senhores Trịnh no norte do Vietnã e os senhores Nguyễn no sul do Vietnã que detinham o poder real. | |                                          |           |
| Lê Kính Tông (黎敬宗) | Thận Đức (慎德) (1600) Hoằng Định (弘定) (1601–1619)                                                          | Lê Duy Tân (黎維新)                      | 1600–1619 |
| Lê Thần Tông (黎神宗) (first reign) | Vĩnh Tộ (永祚) (1620–1628) Đức Long (德隆) (1629–1643) Dương Hòa (陽和) (1635–1643)                           | Lê Duy Kỳ (黎維祺)                       | 1619–1643 |
| Lê Chân Tông (黎真宗) | Phúc Thái (福泰)                                                                                              | Lê Duy Hựu (黎維祐)                      | 1643–1649 |
| Lê Thần Tông (黎神宗) (second reign) | Khánh Đức (慶德) (1649–1652) Thịnh Đức (盛德) (1653–1657) Vĩnh Thọ (永壽) (1658–1661) Vạn Khánh (萬慶) (1662) | Lê Duy Kỳ (黎維祺)                       | 1649–1662 |
| Lê Huyền Tông (黎玄宗) | Cảnh Trị (景治)                                                                                               | Lê Duy Vũ (黎維禑)                       | 1663–1671 |
| Lê Gia Tông (黎嘉宗) | Dương Đức (陽德) (1672–1773) Đức Nguyên (德元) (1674–1675)                                                    | Lê Duy Cối (黎維禬)                      | 1672–1675 |
| Lê Hy Tông (黎熙宗) | Vĩnh Trị (永治) (1678–1680) Chính Hòa (正和) (1680–1705)                                                      | Lê Duy Hợp (黎維祫)                      | 1676–1704 |
| Lê Dụ Tông (黎裕宗) | Vĩnh Thịnh (永盛) (1706–1719) Bảo Thái (保泰) (1720–1729)                                                     | Lê Duy Đường (黎維禟)                    | 1705–1728 |
| Lê Duy Phường (黎維祊) | Vĩnh Khánh (永慶)                                                                                             | Lê Duy Phường (黎維祊)                   | 1729–1732 |
| Lê Thuần Tông (黎純宗) | Long Đức (龍德)                                                                                               | Lê Duy Tường (黎維祥)                    | 1732–1735 |
| Lê Ý Tông (黎懿宗) | Vĩnh Hữu (永佑)                                                                                               | Lê Duy Thận (黎維祳)                     | 1735–1740 |
| Lê Hiển Tông (黎顯宗) | Cảnh Hưng (景興)                                                                                              | Lê Duy Diêu (黎維祧)                     | 1740–1786 |
| Lê Chiêu Thống (黎昭統) | Chiêu Thống (昭統)                                                                                            | Lê Duy Khiêm (Lê Duy Kỳ) (黎維 / 黎維祁) | 1787–1789 |

#### Tonquim – Senhores Trịnh (1545–1787)
| Senhores Trịnh (1545–1787) |      |      |      |  |
|                            |      |      |      |  |
| 939                        | 1545 | 1787 | 1945 |  |

| Trịnh Kiểm (鄭檢)       | Trịnh Kiểm (鄭檢)  | 1545–1570       |
| Bình An Vương (平安王)  | Trịnh Tùng (鄭松)  | 1570–1623       |
| Thanh Đô Vương (清都王) | Trịnh Tráng (鄭梉) | 1623–1657       |
| Tây Định Vương (西定王) | Trịnh Tạc (鄭柞)   | 1657–1682       |
| Định Nam Vương (定南王) | Trịnh Căn (鄭根)   | 1682–1709       |
| An Đô Vương (安都王)    | Trịnh Cương (鄭棡) | 1709–1729       |
| Uy Nam Vương (威南王)   | Trịnh Giang (鄭杠) | 1729–1740       |
| Minh Đô Vương (明都王)  | Trịnh Doanh (鄭楹) | 1740–1767       |
| Tĩnh Đô Vương (靖都王)  | Trịnh Sâm (鄭森)   | 1767–1782       |
| Điện Đô Vương (奠都王)  | Trịnh Cán (鄭檊)   | 1782 (2 months) |
| Đoan Nam Vương (端南王) | Trịnh Khải (鄭楷)  | 1782–1786       |
| Án Đô Vương (晏都王)    | Trịnh Bồng (鄭槰)  | 1786–1787       |

Trịnh Kiểm nunca se declarou como Senhor durante seu governo, seus títulos foram dados postumamente por seus descendentes. Portanto, ele não é considerado um Senhor oficial de Trịnh.

#### Cochinchina – Senhores Nguyễn (1558–1777)
| Senhores Nguyễn (1558–1777) |      |      |      |  |
|                             |      |      |      |  |
| 939                         | 1558 | 1802 | 1945 |  |

| Chúa Tiên (主僊)         | Nguyễn Hoàng (阮潢)         | 1558–1613 |
| Chúa Sãi (主仕)          | Nguyễn Phúc Nguyên (阮福源) | 1613–1635 |
| Chúa Thượng (主上)       | Nguyễn Phúc Lan (阮福瀾)    | 1635–1648 |
| Chúa Hiền (主賢)         | Nguyễn Phúc Tần (阮福瀕)    | 1648–1687 |
| Chúa Nghĩa (主義)        | Nguyễn Phúc Thái (阮福溙)   | 1687–1691 |
| Chúa Minh (主明)         | Nguyễn Phúc Chu (阮福淍)    | 1691–1725 |
| Chúa Ninh (主寧)         | Nguyễn Phúc Trú (阮福澍)    | 1725–1738 |
| Võ Vương (武王)          | Nguyễn Phúc Khoát (阮福濶)  | 1738–1765 |
| Định Vương (定王)        | Nguyễn Phúc Thuần (阮福淳)  | 1765–1777 |
| Tân Chính Vương (新政王) | Nguyễn Phúc Dương (阮福暘)  | 1776–1777 |

Nguyễn Phúc Dương foi estabelecido pelos líderes Tây Sơn leaders (Nguyễn Nhạc, Nguyễn Huệ e Nguyễn Lữ) como um Senhor Nguyễn fantoche para seus propósitos políticos durante a Revolta de Tây Sơn. Portanto, às vezes ele não é considerado um senhor Nguyễn oficial.

### Dinastia Tây Sơn (1778–1802)
| Dinastia Tây Sơn (1778–1802) |      |      |      |  |
|                              |      |      |      |  |
| 939                          | 1778 | 1802 | 1945 |  |

| Thái Đức (泰德)    | Thái Đức (泰德)                   | Nguyễn Nhạc (阮岳)         | 1778–1788 |
| Quang Trung (光中) | Quang Trung (光中)                | Nguyễn Huệ (阮惠)          | 1788–1792 |
| Cảnh Thịnh (景盛)  | Cảnh Thịnh (景盛) Bảo Hưng (寶興) | Nguyễn Quang Toản (阮光纘) | 1792–1802 |

Nguyễn Nhạc dropped his emperor title in 1788 after his younger brother – Nguyễn Huệ – declared himself as Emperor.

## Império de Dai Nam (1802–1883), Protetorados de Aname e Tonquim (1883–1945), e Império do Vietnã (1945)

### Dinastia Nguyễn (1802–1945)
| Dinastia Nguyễn (1802–1945) |      |      |  |
|                             |      |      |  |
| 939                         | 1802 | 1945 |  |

| Gia Long (嘉隆)   |  | Thế Tổ (世祖)     | Nguyễn Phúc Ánh (阮福暎)                                                                                 | 1802–1820       |
| Minh Mạng (明命)  |  | Thánh Tổ (聖祖)   | Nguyễn Phúc Đảm (阮福膽)                                                                                 | 1820–1841       |
| Thiệu Trị (紹治)  |  | Hiến Tổ (憲祖)    | Nguyễn Phúc Miên Tông (阮福綿宗)                                                                         | 1841–1847       |
| Tự Đức (嗣德)     |  | Dực Tông (翼宗)   | Nguyễn Phúc Hồng Nhậm (阮福洪任)                                                                         | 1847–1883       |
| Dục Đức (育德)    |  | Cung Tông (恭宗)  | Nguyễn Phúc Ưng Ái (Nguyễn Phúc Ưng Chân) (阮福膺Predefinição:Rarely-used Chinese characters / 阮福膺禛) | 1883 (3 days)   |
| Hiệp Hòa (協和)   |  | none              | Nguyễn Phúc Hồng Dật (阮福洪佚)                                                                          | 1883 (6 months) |
| Kiến Phúc (建福)  |  | Giản Tông (簡宗)  | Nguyễn Phúc Ưng Đăng (阮福膺登)                                                                          | 1883–1884       |
| Hàm Nghi (咸宜)   |  | none              | Nguyễn Phúc Minh (阮福明)                                                                                | 1884–1885       |
| Đồng Khánh (同慶) |  | Cảnh Tông (景宗)  | Nguyễn Phúc Ưng Kỷ (阮福膺祺)                                                                            | 1885–1889       |
| Thành Thái (成泰) |  | none              | Nguyễn Phúc Bửu Lân (阮福寶嶙)                                                                           | 1889–1907       |
| Duy Tân (維新)    |  | none              | Nguyễn Phúc Vĩnh San (阮福永珊)                                                                          | 1907–1916       |
| Khải Định (啓定)  |  | Hoằng Tông (弘宗) | Nguyễn Phúc Bửu Đảo (阮福寶嶹)                                                                           | 1916–1925       |
| Bảo Đại (保大)    |  | Nenhum            | Nguyễn Phúc Vĩnh Thụy (阮福永瑞)                                                                         | 1926–1945       |

## Nações não vietnamitas

### Champá (192–1832)
| Dinastia                                                                            | Rei                                                 | Nome verdadeiro                                          | Reinado              |
| ----------------------------------------------------------------------------------- | --------------------------------------------------- | -------------------------------------------------------- | -------------------- |
| I Dinastia                                                                          | Sri Mara                                            | Ch'ű-lien:44                                             | 192–?                |
| I Dinastia                                                                          | ?                                                   |                                                          |                      |
| I Dinastia                                                                          | ?                                                   |                                                          |                      |
| I Dinastia                                                                          |                                                     | Fan Hsiung:44                                            | fl. 270              |
| I Dinastia                                                                          |                                                     | Fan Yi:44                                                | c.284–336            |
| II Dinastia                                                                         |                                                     | Fan Wen:44–45                                            | 336–349              |
| II Dinastia                                                                         |                                                     | Fan Fo:47                                                | 349–?                |
| II Dinastia                                                                         | Bhadravarmã I:48                                    | Fan Hu Ta:56                                             | 380–413:56           |
| II Dinastia                                                                         | Gangaraja:57                                        | Fan Ti Chen:56                                           |                      |
| II Dinastia                                                                         | Manorathavarmã:57                                   |                                                          |                      |
| II Dinastia                                                                         |                                                     | Fan Diwen                                                | morto em c.420       |
| III Dinastia                                                                        | Fan Yang Mai I                                      | Fan Yangmai                                              | c.420–421:57         |
| III Dinastia                                                                        | Fan Yang Mai II:57                                  | Fan Duo                                                  | c.431–c. 455         |
| III Dinastia                                                                        |                                                     | Fan Shencheng:57                                         | c.455–c. 484         |
| III Dinastia                                                                        |                                                     | Fan Danggenchun:58                                       | c.484–c. 492         |
| III Dinastia                                                                        |                                                     | Fan Zhunong                                              | c.492–c.. 498:59     |
| III Dinastia                                                                        |                                                     | Fan Wenkuan :59 or Fan Wenzan                            | c.502–c.. 510        |
| III Dinastia                                                                        | Devavarmã:59                                        | Fan Tiankai                                              | c.510–c. 526         |
| III Dinastia                                                                        | Vijayavarmã:59                                      |                                                          | c.526/9              |
| IV Dinastia                                                                         | Rudravarmã I:70                                     |                                                          | c.529?               |
| IV Dinastia                                                                         | Sambhuvarmã:70                                      | Fan Fanzhi                                               | 572–629              |
| IV Dinastia                                                                         | Kandarpadharma:71                                   | Fan Touli                                                | 629–                 |
| IV Dinastia                                                                         | Prabhasadharma                                      | Fan Zhenlong                                             | –645:71              |
| IV Dinastia                                                                         | Bhadresvaravarmã:71                                 |                                                          | 645–?                |
| IV Dinastia                                                                         | Filha de Kandarpadharma (fem.):71                   |                                                          | ?–653                |
| IV Dinastia                                                                         | Vikrantavarmã I                                     | Zhuge Di                                                 | 653–c. 686:72        |
| IV Dinastia                                                                         | Naravahanavarmã                                     |                                                          | c.686 – c.?          |
| IV Dinastia                                                                         | Vikrantavarmã II:72                                 |                                                          | c.687–c. 731         |
| Rudravarmã II:94                                                                    |                                                     | c. 731/58                                                |                      |
| V Dinastia (de Panduranga)                                                          | Prithindravarmã:95                                  |                                                          | ?758–?               |
| V Dinastia (de Panduranga)                                                          | Satyavarmã:95                                       |                                                          | c.770/87             |
| V Dinastia (de Panduranga)                                                          | Indravarmã I:103                                    |                                                          | c.787/803            |
| V Dinastia (de Panduranga)                                                          | Harivarmã I:103                                     |                                                          | c.803/17 >?          |
| V Dinastia (de Panduranga)                                                          | Vikrantavarmã III:104                               |                                                          | ?-c.854              |
| VI Dinastia (de Bhrigu)                                                             | Indravarmã II:123                                   |                                                          | c.854/98             |
| VI Dinastia (de Bhrigu)                                                             | Jaya Sinhavarmã I:123                               |                                                          | c.898/903            |
| VI Dinastia (de Bhrigu)                                                             | Jaya Saktivarmã:123                                 |                                                          |                      |
| VI Dinastia (de Bhrigu)                                                             | Bhadravarmã II:123                                  |                                                          | fl. 910              |
| VI Dinastia (de Bhrigu)                                                             | Indravarmã III:123                                  |                                                          | c.918–959            |
| VI Dinastia (de Bhrigu)                                                             | Jaya Indravarmã I:124                               |                                                          | 959–< 965            |
| VI Dinastia (de Bhrigu)                                                             | Paramesvaravarmã I:124                              | Bo-mei-mei-shui Yang Bu-yin-cha (波美美稅楊布印茶)       | <965–982             |
| VI Dinastia (de Bhrigu)                                                             | Indravarman IV:125                                  |                                                          | 982–986              |
| VI Dinastia (de Bhrigu)                                                             | Liu Ji-zong:125                                     | Lưu Kế Tông (劉継宗)                                     | c.986–989            |
| VII Dinastia                                                                        | Harivarmã II:125                                    | Yang Tuo Pai (楊陀排)                                    | c.989–997            |
| VII Dinastia                                                                        | Yang Bo Zhan, of Fan:125                            | Yang Bozhan (楊波占)                                     | ?                    |
| VII Dinastia                                                                        | Yang Pu Ku Vijaya:139                               | Yan Pu Ku Vijaya Sri (楊甫恭毘施離)                      | c.998–1007           |
| VII Dinastia                                                                        | Harivarmã III:139                                   | Yang Pu Ju-bi-cha-she-li (楊普俱毘茶室離)                | fl. 1010             |
| VII Dinastia                                                                        | Paramesvaravarmã II:139                             | Yang Pu Ju-bi-cha-she-li (楊普俱毘茶室離)                | fl. 1018             |
| VII Dinastia                                                                        | Vikrantavarmã IV:139                                | Yang Bu Ju-shi-li (楊卜俱室離)                           | ?–?1030              |
| VII Dinastia                                                                        | Jaya Simhavarmã II:139                              |                                                          | ?1030–?1044          |
| VIII Dinastia (do Sul)                                                              | Jaya Paramesvaravarmã I:140                         | Ku Sri Paramesvarmadeva Yang Pu (倶舍波微收羅婆麻提楊卜) | 1044–1060            |
| VIII Dinastia (do Sul)                                                              | Bhadravarmã III:140                                 |                                                          | ?–1061               |
| VIII Dinastia (do Sul)                                                              | Rudravarmã III:140                                  |                                                          | 1061–1074            |
| IX Dinastia                                                                         | Harivarmã IV:154                                    |                                                          | 1074–1080            |
| IX Dinastia                                                                         | Jaya Indravarmã II:154                              |                                                          | 1080–1081, 1086–1114 |
| IX Dinastia                                                                         | Paramabhodhisatva:154                               | –                                                        | 1081–1086            |
| IX Dinastia                                                                         | Harivarmã V:164                                     | Yang Bu Ma-die (楊卜麻 曡)                               | 1114–1139            |
| X Dinastia                                                                          | Jaya Indravarmã III:164                             |                                                          | 1139/45              |
| XI Dinastia                                                                         | Rudravarmã IV (Vassalo Khmer)                       |                                                          | 1145–1147:164        |
| XI Dinastia                                                                         | Jaya Harivarman I:164                               |                                                          | 1147–1167            |
| XI Dinastia                                                                         | Jaya Harivarmã II:165                               |                                                          | 1167                 |
| XI Dinastia                                                                         | Jaya Indravarmã IV:165–166                          |                                                          | 1167–1190, died 1192 |
| XII Dinastia                                                                        | Suryajayavarmadeva (Vassalo Khmer em Vijaya):171    |                                                          | 1190–1191            |
| XII Dinastia                                                                        | Suryavarmadeva (Vassalo Khmer em Pandurang):170–171 |                                                          | 1190–1203            |
| XII Dinastia                                                                        | Jaya Indravarmã V (em Vijaya):171                   |                                                          | 1191                 |
| XII Dinastia                                                                        | Champá sob governo do Camboja                       |                                                          | 1203–1220            |
| XII Dinastia                                                                        | Jaya Paramesvaravarmã II:171                        |                                                          | 1220–c.1252          |
| XII Dinastia                                                                        | Jaya Indravarmã VI:182                              |                                                          | c.1252–1257          |
| XII Dinastia                                                                        | Indravarmã V:192                                    |                                                          | 1257–1288            |
| XII Dinastia                                                                        | Jaya Sinhavarmã III                                 |                                                          | 1288–1307            |
| XII Dinastia                                                                        | Jaya Sinhavarmã IV                                  |                                                          | 1307–1312            |
| XII Dinastia                                                                        | Chế Nang (Vassalo vietnamita)                       |                                                          | 1312–1318            |
| XIII Dinastia                                                                       | Chế A Nan                                           |                                                          | 1318–1342            |
| XIII Dinastia                                                                       | Trà Hoa Bồ Đề                                       |                                                          | 1342–1360            |
| XIII Dinastia                                                                       | Chế Bồng Nga (Rei vermelho, mais forte)             |                                                          | 1360–1390            |
| XIV Dinastia                                                                        | Jaya Simhavarmã VI                                  |                                                          | 1390–1400            |
| XIV Dinastia                                                                        | Indravarmã VI                                       |                                                          | 1400–1441            |
| XIV Dinastia                                                                        | Virabhadravarmã                                     |                                                          | 1441–?               |
| XIV Dinastia                                                                        | Maija Vijaya                                        |                                                          | 1441–1446            |
| XIV Dinastia                                                                        | Moho Kouei-Lai                                      |                                                          | 1446–1449            |
| Moho Kouei-Yeou                                                                     |                                                     | 1449–1458                                                |                      |
| XV Dinastia                                                                         | Moho P'an-Lo-Yue                                    |                                                          | 1458–1460            |
| XV Dinastia                                                                         | Tra-Toan                                            |                                                          | 1460–1471            |
| Dinastia do Sul                                                                     | Po Ro Me                                            |                                                          | 1627–1651            |
| Dinastia do Sul                                                                     | Po Niga                                             |                                                          | 1652–1660            |
| Dinastia do Sul                                                                     | Po Saut                                             |                                                          | 1660–1692            |
| Dinastia de Po Saktiraidaputih, vassalo dos governantes Cham sob os Senhores Nguyễn | Po Saktirai da putih                                |                                                          | 1695–1728            |
| Dinastia de Po Saktiraidaputih, vassalo dos governantes Cham sob os Senhores Nguyễn | Po Ganvuh da putih                                  |                                                          | 1728–1730            |
| Dinastia de Po Saktiraidaputih, vassalo dos governantes Cham sob os Senhores Nguyễn | Po Thuttirai                                        |                                                          | 1731–1732            |
| Dinastia de Po Saktiraidaputih, vassalo dos governantes Cham sob os Senhores Nguyễn | Vago                                                |                                                          | 1732–1735            |
| Dinastia de Po Saktiraidaputih, vassalo dos governantes Cham sob os Senhores Nguyễn | Po Rattirai                                         |                                                          | 1735–1763            |
| Dinastia de Po Saktiraidaputih, vassalo dos governantes Cham sob os Senhores Nguyễn | Po Tathun da moh-rai                                |                                                          | 1763–1765            |
| Dinastia de Po Saktiraidaputih, vassalo dos governantes Cham sob os Senhores Nguyễn | Po Tithuntirai da paguh                             |                                                          | 1765–1780            |
| Dinastia de Po Saktiraidaputih, vassalo dos governantes Cham sob os Senhores Nguyễn | Po Tithuntirai da parang                            |                                                          | 1780–1781            |
| Dinastia de Po Saktiraidaputih, vassalo dos governantes Cham sob os Senhores Nguyễn | Vago                                                |                                                          | 1781–1783            |
| Dinastia de Po Saktiraidaputih, vassalo dos governantes Cham sob os Senhores Nguyễn | Chei Krei Brei                                      |                                                          | 1783–1786            |
| Dinastia de Po Saktiraidaputih, vassalo dos governantes Cham sob os Senhores Nguyễn | Po Tithun da parang                                 |                                                          | 1786–1793            |
| Dinastia de Po Saktiraidaputih, vassalo dos governantes Cham sob os Senhores Nguyễn | Po Lathun da paguh                                  |                                                          | 1793–1799            |
| Dinastia de Po Saktiraidaputih, vassalo dos governantes Cham sob os Senhores Nguyễn | Po Chong Chan                                       |                                                          | 1799–1822            |

### Funan (68–550)
| Rei                                                                 | Reinado                     |
| ------------------------------------------------------------------- | --------------------------- |
| Soma (fem.)                                                         | final do século I           |
| Kaundinya I (Hun-t'ien)                                             | final do século I           |
| ?                                                                   |                             |
| ?                                                                   |                             |
| Hun P’an-h’uang                                                     | segunda metade do século II |
| P’an-P’an                                                           | início do século III        |
| Fan Shih-Man                                                        | c.205–225                   |
| Fan Chin-Sheng                                                      | c.225                       |
| Fan Chan                                                            | c.225–c.240                 |
| Fan Hsun                                                            | c.240–287                   |
| Fan Ch’ang                                                          | c.245                       |
| Fan Hsiung                                                          | 270?–285                    |
| ?                                                                   |                             |
| ?                                                                   |                             |
| Chandan (Chu Chan-t’an)                                             | 357:46                      |
| ?                                                                   |                             |
| ?                                                                   |                             |
| Kaundinya II (Chiao Chen-ju)                                        | ?–434                       |
| Sresthavarmã? ou Sri Indravarmã (Che-li-pa-mo ou Shih-li-t’o-pa-mo) | 434–438:56                  |
| ?                                                                   |                             |
| ?                                                                   |                             |
| Kaundinya Jayavarmã (She-yeh-pa-mo)                                 | 484–514                     |
| Rudravarmã                                                          | 514–539, morto em 550       |
| Sarvabhauma? (Liu-t’o-pa-mo)                                        | ?                           |
| ?                                                                   | c.550–627                   |

### Chenla (550–802)
| Ordem | Rei             | Reinado   |
| ----- | --------------- | --------- |
| 1     | Bhavavarmã I    | c.550–600 |
| 2     | Mahendravarmã   | c.600–616 |
| 3     | Isanavarmã I    | 616–635   |
| 4     | Bhavavarmã II   | 639–657   |
| 5     | Candravarmã?    | ?         |
| 6     | Jaiavarmã I     | c.657–690 |
| 7     | Rainha Jayadevi | 690–713   |
| 8     | Sambhuvarmã     | 713–716   |
| 9     | Pushkaraksha    | 716–730   |
| 10    | Sambhuvarmã     | c.730–760 |
| 11    | Rajendravarmã I | c.760–780 |
| 12    | Mahipativarmã   | c.780–788 |

### Ngưu Hống (século XI–1433)
| Ordem | Rei         | Reinado     |
| ----- | ----------- | ----------- |
| 1     | Tạo Lò      | ?–?         |
| 2     | Lạng Chượng | c.1000–1067 |
| 3     | Lò Lẹt      | 1292–1329   |
| 4     | Con Mường   | 1329–1341   |
| 5     | Ta Cằm      | 1341–1392   |
| 6     | Ta Ngần     | 1392–1418   |
| 7     | Phạ Nhù     | 1418–1420   |
| 8     | Mứn Hằm     | 1420–1441   |